# Scaphochlamys tenuis
Scaphochlamys tenuis är en enhjärtbladig växtart som beskrevs av Richard Eric Holttum. Scaphochlamys tenuis ingår i släktet Scaphochlamys och familjen Zingiberaceae. Inga underarter finns listade i Catalogue of Life.